# Scholtzia spathulata
Scholtzia spathulata là một loài thực vật có hoa trong Họ Đào kim nương. Loài này được (Turcz.) Benth. miêu tả khoa học đầu tiên năm 1867.